# Pachyneuron shaanxiensis
Pachyneuron shaanxiensis är en stekelart som beskrevs av Yang 1986. Pachyneuron shaanxiensis ingår i släktet Pachyneuron och familjen puppglanssteklar. Inga underarter finns listade i Catalogue of Life.